# Fuzidinsav
A fuzidinsav  (INN: fusidic acid) egy antibiotikum, amit főként szem- és bőrfertőzések kezelésére használnak.
A VIII. Magyar Gyógyszerkönyvben Acidum fusidicum    néven hivatalos.  
. Hatékony súlyos Staphylococcus aureus (MRSA) fertőzésben, Corynebacterium okozta endokarditiszben. Parenterálisan, per os adandó, 90%-a felszívódik. Jól oszlik meg a szövetekben, plazmafehérje-kötődése 97%. Liquorba nem jut be. Glukuronid formában választódik ki az epével. A vizeletben a bevitt mennyiség kevesebb mint 2%-a mutatható ki aktív formában. Lassan ürül, szérum felezési ideje kb. 9 óra. Kevés mellékhatása lehet hányás, hányinger, májfunkcióromlás, icterus.

## Gyógyszerhatás
A bakteriális fehérjeszintézis gátlásával fejti ki hatását.

## Készítmények
- Fucidin (Leo)